# Lindome
Pour les articles homonymes, voir Lindome (homonymie).

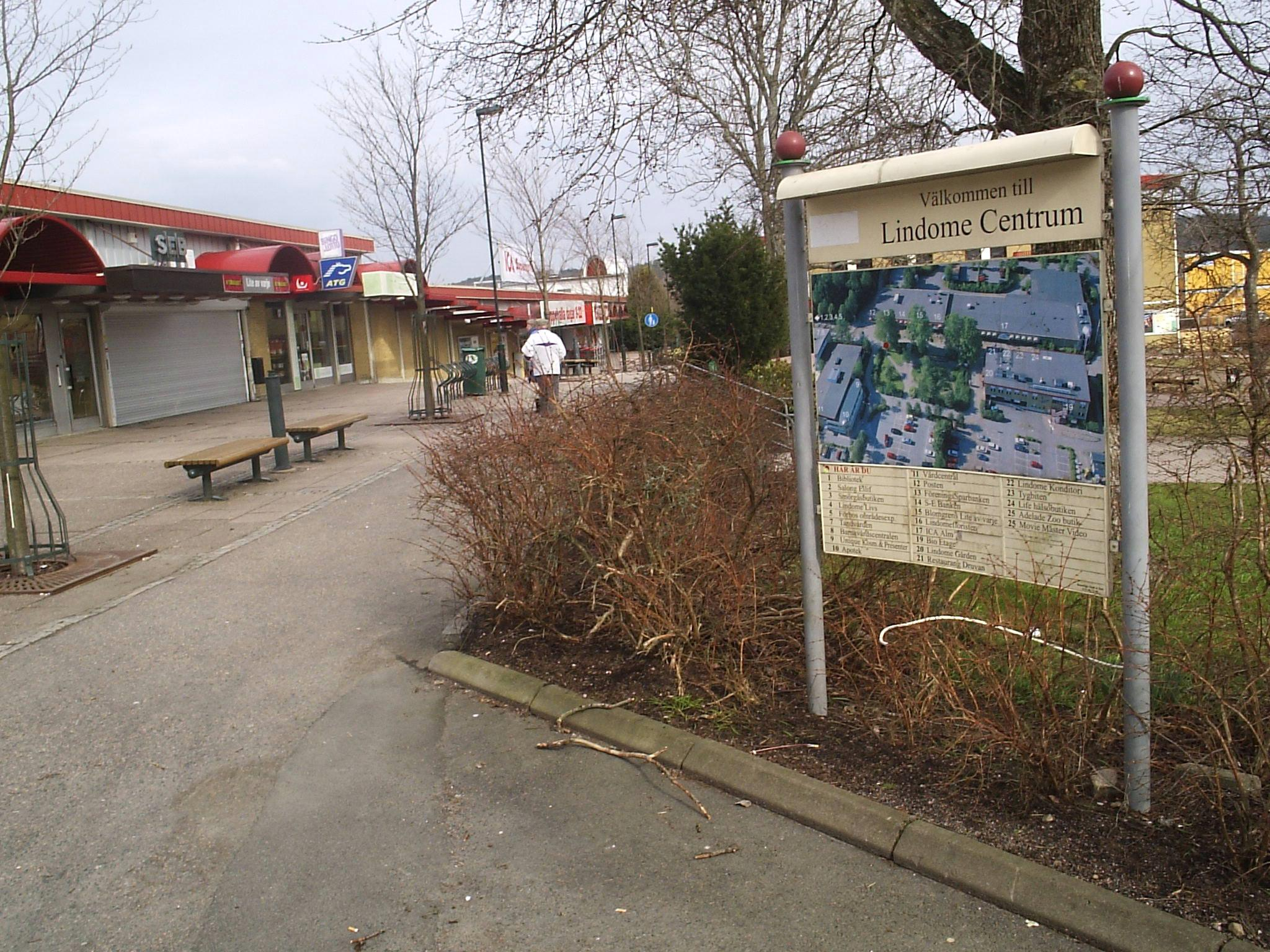
Vue du centre de Lindome

Lindome est une paroisse de l'ouest de la Suède, située à l'extrême nord de la province historique de Halland, mais actuellement rattachée au comté de Västra Götaland, sur le territoire de la commune de Mölndal. Sa superficie est de 7 839 hectares.

## Démographie
| Année                 | 1884  | 1910  | 2004   | 2006   |
| --------------------- | ----- | ----- | ------ | ------ |
| Population (paroisse) | 2 823 | 2 657 | 13 363 | 13 443 |

## Histoire
Du XVIIe siècle au XIXe siècle, Lindome était réputée pour la compétence de ses ébénistes. La paroisse a ainsi donné son nom à la chaise de Lindome (Lindomestol en suédois), un type de chaise très populaire en Suède à la fin des années 1830.

## Lieux et monuments
- Présence de cinq cairns remontant à l'Âge de la pierre
- Tumuli datant de l'Âge du bronze
- Église édifiée en 1882-1884 (mais dont la tour remonte à 1729)
- Agglomération homonyme de Lindome dont la constitution remonte aux années 1960

## Personnages célèbres
- Jerker Virdborg (1971-), auteur suédois ;
- Rune Andréasson (1925-1999) : auteur de bande dessinée (notamment connu comme le créateur du personnage de l'ours Bamse en 1966)